# UFC 234
UFC 234: Adesanya vs. Silva è stato un evento di arti marziali miste tenuto dalla Ultimate Fighting Championship il 10 febbraio 2019 alla Rod Laver Arena di Melbourne, in Australia.

## Risultati
|                                   | Divisione            |                    |                 |                     | Metodo                                      | Round           | Tempo           | Premio          |
| Card Principale                   | Card Principale      | Card Principale    | Card Principale | Card Principale     | Card Principale                             | Card Principale | Card Principale | Card Principale |
| --------------------------------- | -------------------- | ------------------ | --------------- | ------------------- | ------------------------------------------- | --------------- | --------------- | --------------- |
|                                   | Pesi medi            | Israel Adesanya    | batte           | Anderson Silva      | Decisione unanime (29-28, 30-27, 30-27)     | 3               | 5:00            | FOTN            |
|                                   | Pesi leggeri         | Lando Vannata      | batte           | Marcos Rosa Mariano | Sottomissione (kimura)                      | 1               | 4:55            |                 |
|                                   | Pesi gallo           | Ricky Simon        | batte           | Rani Yahya          | Decisione unanime (30-27, 30-27, 30-25)     | 3               | 5:00            |                 |
|                                   | Pesi mosca femminili | Montana De La Rosa | batte           | Nadia Kassem        | Sottomissione (armbar)                      | 2               | 2:37            | POTN            |
|                                   | Pesi mediomassimi    | Jimmy Crute        | batte           | Sam Alvey           | KO tecnico (pugno)                          | 1               | 2:49            |                 |
| Card Preliminare (ESPN)           |                      |                    |                 |                     |                                             |                 |                 |                 |
|                                   | Pesi leggeri         | Devonte Smith      | batte           | Ma Dong-hyun        | Sottomissione (kimura)                      | 1               | 4:55            | POTN            |
|                                   | Pesi piuma           | Shane Young        | batte           | Austin Arnett       | Decisione unanime (30-27, 30-27, 30-27)     | 3               | 5:00            |                 |
|                                   | Pesi mosca           | Kai Kara-France    | batte           | Raulian Paiva       | Decisione non unanime (28-29, 29-28, 29-28) | 3               | 5:00            |                 |
|                                   | Pesi gallo           | Kang Kyung-ho      | batte           | Teruto Ishihara     | Sottomissione tecnica (rear-naked choke)    | 1               | 3:59            |                 |
| Card Preliminare (UFC Fight Pass) |                      |                    |                 |                     |                                             |                 |                 |                 |
|                                   | Pesi leggeri         | Jalin Turner       | batte           | Callan Potter       | KO (pugni)                                  | 1               | 0:53            |                 |
|                                   | Pesi gallo           | Jonathan Martinez  | batte           | Wuliji Buren        | Decisione unanime (30-27, 30-27, 29-28)     | 3               | 5:00            |                 |

## Premi
I lottatori premiati ricevettero un bonus di 50.000 dollari.
Legenda:
- FOTN: Fight of the Night (vengono premiati entrambi gli atleti per il miglior incontro dell'evento)
- POTN: Performance of the Night (viene premiato il vincitore per la migliore performance dell'evento)